# Waterloo (musikalbum)
Waterloo är den svenska popgruppen Abba:s andra studioalbum som släpptes den 4 mars 1974. Albumet producerades av gruppmedlemmarna Benny Andersson och Björn Ulvaeus. Waterloo var gruppens första album under namnet "Abba". Den förra skivan, Ring Ring, gavs ut under namnet Björn, Benny, Agnetha och Frida. Titelspåret var gruppens vinnande bidrag i Eurovision Song Contest 1974.

## Historik
Inspelningen av sånger till Waterloo började den 24 september 1973  med melodin till Dance (While the Music Still Goes On). Detta är den enda Abba-inspelningen där Benny Andersson inte spelar piano; istället tog man in den amerikanska pianisten John Rabbit Bundrick, som befann sig i Sverige vid tidpunkten. Bundricks namn står dock inte med på originalutgåvans musikerlista. Tre veckor senare spelades sångerna Suzy-Hang-Around och My Mama Said in. Den förstnämnda är unik då det är den enda utgivna Abba-inspelning som Benny Andersson sjunger solo i. Den 17 oktober påbörjades inspelningen av What About Livingstone och Honey Honey - den senare blev albumets andra singel. Samma dag som inspelningen av King Kong Song påbörjades, den 14 november, meddelades att Abba skulle medverka i Melodifestivalen 1974. Därefter spelades resten av sångerna in till albumet. Gruppen övervägde två nya sånger som sitt tävlingsbidrag; Waterloo  och Hasta Mañana. Den sistnämnda ansågs vara ett "säkert kort" eftersom dess stil påminner om de sånger som brukar förekomma i tävlingen, medan Waterloo ansågs vara en större hit. Janne Schaffer, som spelade gitarr på Waterloo, berättar i boken ABBA - människorna och musiken 1996; "Jag kommer ihåg att de frågade mig vilken låt jag tyckte att de skulle välja och då sa jag att de var idioter om de inte tog Waterloo."
Omslagsfotot (bild) togs på Gripsholms slott, Mariefred, av Ola Lager.
Den 9 februari 1974 tävlade Waterloo i Melodifestivalen i TV-huset i Stockholm och stod efter omröstningen som vinnare med 302 poäng, före tvåan Lasse Berghagens Min kärlekssång till dig på 211 poäng. Den 6 april arrangerades Eurovision Song Contest i Brighton, Storbritannien, och där vann Waterloo med 24 poäng före Italiens Gigliola Cinquetti med Si på 18 poäng. Efter vinsten blev Waterloo en massiv hit inte bara i Europa; singeln klättrade även till plats 6 på Billboardlistan i USA. 
Waterloo gavs ut på CD för första gången i Sverige 1988. En västtysk CD släpptes 1990 (denna släpptes senare internationellt). Albumet har sedan återutgivits digitalt remastrat tre gånger; 1997, 2001 och 2005 som en del i boxen The Complete Studio Recordings. 2004 utgavs en jubileumsutgåva 30 år efter gruppens vinst i Eurovision Song Contest. Även 2014 utgavs en jubileumsutgåva, 40 år efter vinsten. Denna utgåva innehåller bonusspår och en bonus-DVD.

## Låtlista
Den ursprungliga versionen av albumet, utgivet av Polar Music 1974, inleds med den svenskspråkiga versionen av Waterloo och avslutas med den engelska versionen av sången. Den amerikanska utgåvan av albumet, utgiven på Atlantic Records, avslutas med den officiella remixen av Ring Ring medan albumet i större delen av Europa innehåller originalversionen av Ring Ring som nummer 6 på sida 2. Ingen av de internationella utgåvorna innehåller den svenska versionen av Waterloo, utan inleds med den engelskspråkiga versionen. Den svenska LP-utgåvan från 1974 innehåller följande låtar:
Alla låtar är skrivna och komponerade av Benny Andersson och Björn Ulvaeus, om inget annat anges. 
| 1. | Waterloo (svensk version) (Benny Andersson, Stig Anderson, Björn Ulvaeus) | 2:45 |
| 2. | Sitting in the Palmtree                                                   | 3:39 |
| 3. | King Kong Song                                                            | 3:14 |
| 4. | Hasta Mañana (Benny Andersson, Stig Anderson, Björn Ulvaeus)              | 3:05 |
| 5. | My Mama Said                                                              | 3:14 |
| 6. | Dance (While the Music Still Goes On)                                     | 3:05 |

| 1.           | Honey, Honey (Benny Andersson, Stig Anderson, Björn Ulvaeus)               | 2:56  |
| 2.           | Watch Out                                                                  | 3:46  |
| 3.           | What About Livingstone?                                                    | 2:54  |
| 4.           | Gonna Sing You My Lovesong                                                 | 3:35  |
| 5.           | Suzy-Hang-Around                                                           | 3:11  |
| 6.           | Waterloo (engelsk version) (Benny Andersson, Stig Anderson, Björn Ulvaeus) | 2:46  |
| Total längd: | Total längd:                                                               | 38:10 |

### CD-version
| Nr           | Titel                                                                      | Längd |
| ------------ | -------------------------------------------------------------------------- | ----- |
| 1.           | Waterloo (engelsk version) (Benny Andersson, Stig Anderson, Björn Ulvaeus) | 2:45  |
| 2.           | Sitting in the Palmtree                                                    | 3:39  |
| 3.           | King Kong Song                                                             | 3:14  |
| 4.           | Hasta Mañana (Benny Andersson, Stig Anderson, Björn Ulvaeus)               | 3:05  |
| 5.           | My Mama Said                                                               | 3:14  |
| 6.           | Dance (While the Music Still Goes On)                                      | 3:05  |
| 7.           | Honey, Honey (Benny Andersson, Stig Anderson, Björn Ulvaeus)               | 2:56  |
| 8.           | Watch Out                                                                  | 3:46  |
| 9.           | What About Livingstone?                                                    | 2:54  |
| 10.          | Gonna Sing You My Lovesong                                                 | 3:35  |
| 11.          | Suzy-Hang-Around                                                           | 3:11  |
| Total längd: | Total längd:                                                               | 34:59 |

## Återutgivningar på CD, bonusspår
- Waterloo återutgavs 1997 med samma låtlista som den ursprungliga LP:n. Dock hade Watch Out och What About Livingstone? bytt plats på CD-utgåvan 1990.

- Waterloo återutgavs 2001 med två bonusspår. Denna version inleds med den engelskspråkiga versionen av titelmelodin.

| 12. | Ring Ring (USA-remix 1974, singelversion) | Andersson, Anderson, Ulvaeus, Neil Sedaka, Phil Cody | 3:06 |
| 13. | Waterloo (Svensk version)                 | Andersson, Anderson, Ulvaeus                         | 2:45 |
| 14. | Honey, Honey (Svensk version)             | Andersson, Anderson, Ulvaeus                         | 2:59 |

- Waterloo – 30-årsjubileum innehåller ett flertal bonusspår och en bonus-DVD

| 12. | Ring Ring (USA-remix 1974)    | Andersson, Anderson, Ulvaeus, Neil Sedaka, Phil Cody | 3:06 |
| 13. | Waterloo (Svensk version)     | Andersson, Anderson, Ulvaeus                         | 2:45 |
| 14. | Honey, Honey (Svensk version) | Andersson, Anderson, Ulvaeus                         | 2:59 |
| 15. | Waterloo (Tysk version)       | Andersson, Anderson, Ulvaeus, Gerd Müller-Schwanke   | 2:44 |
| 16. | Waterloo (Fransk version)     | Andersson, Anderson, Ulvaeus, Alain Boublil          | 2:42 |

| 1. | Waterloo (Eurovision Song Contest, BBC) | 2:46 |
| 2. | Waterloo (Melodifestivalen, SVT)        | 2:56 |
| 3. | Honey, Honey (Star Parade, ZDF)         | 3:19 |
| 4. | Hasta Mañana (Señoras Y Señores, RTVE)  | 3:05 |

- Waterloo återutgavs som en del i boxen The Complete Studio Recordings 2005 med följande bonusspår

| 12. | Ring Ring (USA-remix 1974)                | Andersson, Anderson, Ulvaeus, Sedaka, Cody                    | 3:06 |
| 13. | Waterloo (Svensk version)                 | Andersson, Anderson, Ulvaeus                                  | 2:45 |
| 14. | Honey, Honey (Svensk version)             | Andersson, Anderson, Ulvaeus                                  | 2:59 |
| 15. | Waterloo (Tysk version)                   | Andersson, Anderson, Ulvaeus, Gerd Müller-Schwanke            | 2:44 |
| 16. | Hasta Mañana (Spansk version)             | Andersson, Anderson, Ulvaeus, Buddy McCluskey, Mary McCluskey | 3:09 |
| 17. | Ring Ring (USA-remix 1974, singelversion) | Andersson, Anderson, Ulvaeus, Sedaka, Cody                    | 3:08 |
| 18. | Waterloo (Fransk version)                 | Andersson, Anderson, Ulvaeus, Boublil                         | 2:42 |

- Waterloo – 40-årsjubileum deluxe-utgåva släpptes 7 april 2014. Bonusspåren är följande:

| 12. | Ring Ring (USA-remix 1974)                | Andersson, Anderson, Ulvaeus, Sedaka, Cody         | 3:06 |
| 13. | Waterloo (Svensk version)                 | Andersson, Anderson, Ulvaeus                       | 2:45 |
| 14. | Honey, Honey (Svensk version)             | Andersson, Anderson, Ulvaeus                       | 2:59 |
| 15. | Waterloo (Tysk version)                   | Andersson, Anderson, Ulvaeus, Müller-Schwanke      | 2:44 |
| 16. | Hasta Mañana (Spansk version)             | Andersson, Anderson, Ulvaeus, McCluskey, McCluskey | 3:09 |
| 17. | Waterloo (Fransk version)                 | Andersson, Anderson, Ulvaeus, Boublil              | 2:42 |
| 18. | Ring Ring (USA-remix 1974, singelversion) | Andersson, Anderson, Ulvaeus, Sedaka, Cody         | 3:08 |
| 19. | Waterloo (Alternativ mix)                 | Andersson, Anderson, Ulvaeus                       | 2:45 |

| 1.  | Waterloo (Eurovision Song Contest, framförande I, BBC)                          |  |
| 2.  | Waterloo (Melodifestivalen, framförande I, SVT)                                 |  |
| 3.  | Waterloo (Melodifestivalen, framförande II, SVT)                                |  |
| 4.  | Waterloo (Eurovision Song Contest, förhandsframträdande, SVT)                   |  |
| 5.  | Waterloo (Eurovision Song Contest, framförande II, BBC)                         |  |
| 6.  | Intervju med Frida och Stikkan Anderson efter vinsten i Brighton (Rapport, SVT) |  |
| 7.  | Waterloo (Top Of The Pops, framträdande I, BBC)                                 |  |
| 8.  | Honey, Honey (Disco, ZDF)                                                       |  |
| 9.  | Waterloo (Top Of The Pops, framträdande II, BBC)                                |  |
| 10. | Honey, Honey (Spotlight, ORF)                                                   |  |
| 11. | Waterloo (tysk version) (Musik aus Studio B, NDR)                               |  |
| 12. | Honey, Honey (Ein Kessel Buntes, Fernsehen der DDR)                             |  |
| 13. | Waterloo (Top Of The Pops, framträdande III, BBC)                               |  |
| 14. | Internationellt omslagsgalleri                                                  |  |

## Medverkande
Abba
- Benny Andersson – piano, klaviatur, sång, Moog, mellotron
- Agnetha Fältskog – sång
- Anni-Frid Lyngstad – sång
- Björn Ulvaeus – Akustisk gitarr, gitarr, sång

Studiomusiker
- Ola Brunkert – Trummor
- Christer Eklund – saxofon
- Malando Gassama – slagverk, congas
- Rutger Gunnarsson – bas
- Per Sahlberg – bas
- Janne Schaffer – gitarr
- Sven-Olof Walldoff – stråkarrangemang

Produktion
- Benny Andersson och Björn Ulvaeus – producenter
- Michael B. Tretow – ljudtekniker
- Ola Lager – omslagsfoto
- Ron Spaulding – albumdesigner

## Listplaceringar
| År   | Lista/land        | Placering |
| ---- | ----------------- | --------- |
| 1974 | Storbritannien    | 28        |
| 1974 | USA Billboard 200 | 145       |
| 1974 | Norge             | 1         |
| 1974 | Västtyskland      | 6         |
| 1974 | Finland           | 4         |
| 1974 | Rhodesia          | 6         |
| 1974 | Sverige           | 1         |
| 1976 | Australien        | 18        |
| 1976 | Nya Zeeland       | 38        |

CD-återutgivning
| År   | Land    | Placering |
| ---- | ------- | --------- |
| 2008 | Sverige | 49        |

40-årsjubileumsutgåva
| År   | Land           | Placering |
| ---- | -------------- | --------- |
| 2014 | Storbritannien | 71        |